# Хедафі Джелхір
Хедафі Джелхір  (фр. Khédafi Djelkhir, 26 жовтня 1983, Безансон) — французький боксер алжирського походження, олімпійський медаліст.

## Аматорська кар'єра
На чемпіонаті Європи 2004 Хедафі Джелхір переміг чотирьох суперників і програв у фіналі Віталію Тайберт (Німеччина). Він завоював срібну медаль і путівку на Олімпійські ігри 2004. Перед Олімпіадою встиг завоювати ще бронзову медаль на чемпіонаті Європейського Союзу.
На Олімпійських іграх 2004 Хедафі Джелхір переміг Сейфеддіна Неймауї (Туніс) і у 1/8 фіналу знов програв Віталію Тайберт.
На чемпіонатах світу 2005 та 2007 і на чемпіонаті Європи 2006 програвав у першому бою.
2008 року на олімпійському кваліфікаційному турнірі Хедафі Джелхір завоював путівку на Олімпійські ігри 2008. На Олімпіаді він здобув чотири перемоги і завоював срібну медаль.
- В 1/16 фіналу переміг Пола Флемінга (Австралія) —13-9
- В 1/8 фіналу переміг Рейнелла Вільямса (США) — 9-7
- У чвертьфіналі переміг Артуро Сантос Реєс (Мексика) — 14-9
- У півфіналі переміг Шахіна Імранова (Азербайджан) — 5-2
- У фіналі у першому ж раунді програв нокаутом українському боксеру Василеві Ломаченку.

### Виступи на Олімпіадах
| Олімпіада  | Дисципліна | Місце |
| ---------- | ---------- | ----- |
| Афіни 2004 | до 57 кг   | 9T    |
| Пекін 2008 | до 57 кг   | 2     |

## Професіональна кар'єра
Протягом 2009—2014 років Хедафі Джелхір провів у Франції 16 переможних боїв, з яких 12 завершив нокаутом. Але рівень суперників був невисоким.

## Виступи у Всесвітній серії боксу
Протягом 2013—2015 років у складі команди “Італійський грім” провів 9 боїв в боксерській лізі World Series Boxing (WSB), в яких здобув 6 перемог і зазнав 3 поразки.